# Amblyseius azerbaijanicus
Amblyseius azerbaijanicus är en spindeldjursart som beskrevs av Abbasova 1970. Amblyseius azerbaijanicus ingår i släktet Amblyseius och familjen Phytoseiidae. Inga underarter finns listade i Catalogue of Life.